# Crotalaria adamii
Crotalaria adamii är en ärtväxtart som beskrevs av Rudolf Wilczek. Crotalaria adamii ingår i släktet sunnhampor, och familjen ärtväxter. Inga underarter finns listade i Catalogue of Life.